# Renchtalbahn
Le Renchtalbahn est une ligne de chemin de fer local, d'une longueur de 29,1 km, reliant Appenweier à Bad Griesbach, une station thermale de Forêt-Noire. Avec une pente maximale d'1 pour 99, elle remonte le cours de la Rench.

## Historique
La première liaison entre Appenweier et Oppenau est ouverte le 1er juin 1876 par la Renchthal-Eisenbahn-Gesellschaft, société reprise le 31 mai 1909 par les chemins de fer de l'État de Bade (Badische Staatseisenbahnen), qui avaient, dès l'ouverture, assuré l'exploitation de la ligne.
La Deutsche Reichsbahn prolonge la ligne le 28 novembre 1926 jusqu'à Bad Peterstal et le 23 mai 1933 jusqu'à Bad Griesbach.
Depuis 1998, l'Ortenau-S-Bahn (OSB) a repris l'exploitation de la ligne pour le transport public des voyageurs à la Deutsche Bahn, qui l'assurait jusqu'alors. Les trains en provenance d'Offenburg empruntent jusqu'à Appenweier les voies du Rheintalbahn.
En juillet 2006, DB Netz a inauguré un PIPC à Oberkirch, qui gère l'exploitation de l'intégralité de la ligne entre Appenweier et Bad Griesbach. Le poste inauguré était alors une première en Allemagne, optimisé pour les chemins de fer locaux. Le montant de l'investissement s'est élevé à 4,6 M€.

## Exploitation
(Données de janvier 2009)
La ligne est exploitée dans les deux directions de 05h00 à 21h00.
Le trajet tel qu'exploité par l'OSB dure entre 48 et 50 minutes. La desserte est cadencée à l'heure jusqu'à Oppenau et aux deux heures jusqu'à Bad Griesbach. La vitesse d'exploitation est comprise entre 44 et 46 km/h.